# Krasnaja Słoboda (rejon suraski)
Krasnaja Słoboda (ros. Красная Слобода) – wieś (dieriewnia) w Rosji, w obwodzie briańskim, w rejonie suraskim. W 2010 liczyła 473 mieszkańców.